# Discoverer 7
Discoverer 7 (również: CORONA 9004) – amerykański satelita technologiczny. Stanowił część tajnego programu CORONA.

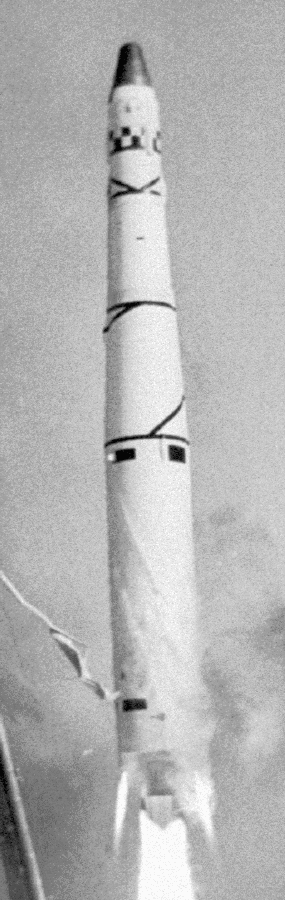
Start rakiety Thor Agena A z satelitą Discoverer 7, typu Corona KH-1, 7 listopada 1959.

## Przebieg misji
Misja Discoverera 7 powiodła się częściowo. Udało się umieścić statek na orbicie, jednak w wyniku szeregu awarii kapsuła powrotna nie odłączyła się od statku. Awarii uległ również podsystem optyczny, odpowiedzialny za wykonanie zdjęć wywiadowczych i układ zasilania systemu utrzymywania pozycji.